# NHK 우쓰노미야 방송국
NHK 우쓰노미야 방송국(宇都宮 放送局)은 도치기현을 방송구역으로 하는 NHK의 지역방송국이며 FM라디오 방송을 담당하고 있다.
중파라디오·교육 텔레비전 방송은 도쿄에서 담당하고 있다.

## 연혁
- 1941년 12월 26일 - 우쓰노미야 임시방송소 방송 개시(중파, 호출부호 없음).
- 1943년 11월 1일 - 총무국 우쓰노미야 출장소 개설.
- 1945년 10월 26일 - 우쓰노미야 임시 방송소를 우쓰노미야 중계방송소로 개칭.
- 1946년 9월 1일 - 우쓰노미야 중계방송소 호출부호 JOAK4로 결정.
- 1947년 11월 17일 - 우쓰노미야 중계방송소 폐지.
- 1948년 5월 1일 - 우쓰노미야시 에노마치에 이전, 우쓰노미야 출장소를 우쓰노미야야 지국이라고 개칭.
- 1951년 7월 1일 - 우쓰노미야 지국을 우쓰노미야 방송국으로 개칭(송신 시설 없음).
- 1970년 4월 6일 - 우쓰노미야 방송국 FM방송 개시(호출 부호 JOBP-FM).
- 2005년 12월 1일 - 지상파 디지털 텔레비전 방송 개시.
- 2011년 7월 24일 - 지상파 아날로그 텔레비전 방송 종료
- 2012년 4월 1일 - 우쓰노미야 방송국 현역 텔레비전 방송 개시(호출 부호 JOBP-DTV).

## 채널·주파수

### 텔레비전 중계국
- 종합 텔레비전 우쓰노미야 방송국 47ch(JOBP-DTV)
- 교육 텔레비전 도쿄방송센터 39ch(JOAB-DTV)

### FM방송국
- FM방송(콜사인:JOBP-FM)
  - 우쓰노미야 방송국 80.3MHz(출력:1kW)
  - 아시카가 중계국 83.7MHz(출력:30W)
  - 구즈 중계국 82.9MHz(출력:10W)
  - 이마이치 중계국 84.0MHz(출력:3W)
  - 시오바라 중계국 84.9MHz(출력:1W)
  - 아시오 중계국 86.5MHz(출력:1W)

## 보충서술
- NHK에서 도치기 현과 군마현에서 종합 텔레비전 지역 방송을 시작하기 위해 디지털 텔레비전 종합방송국 설치 작업을 실히하여 2012년 4월 1일부로 현역 종합 텔레비전 방송이 시작되었으며 방송출력은 100W이다.

## 도치기현에 있는 다른 텔레비전·라디오 방송국
- 도치기 TV(GYT)(독립 텔레비전 방송국)
- 도치기 방송(CRT)(NRN 계열)
- FM도치기(JFN 계열)